# Bouclier russe

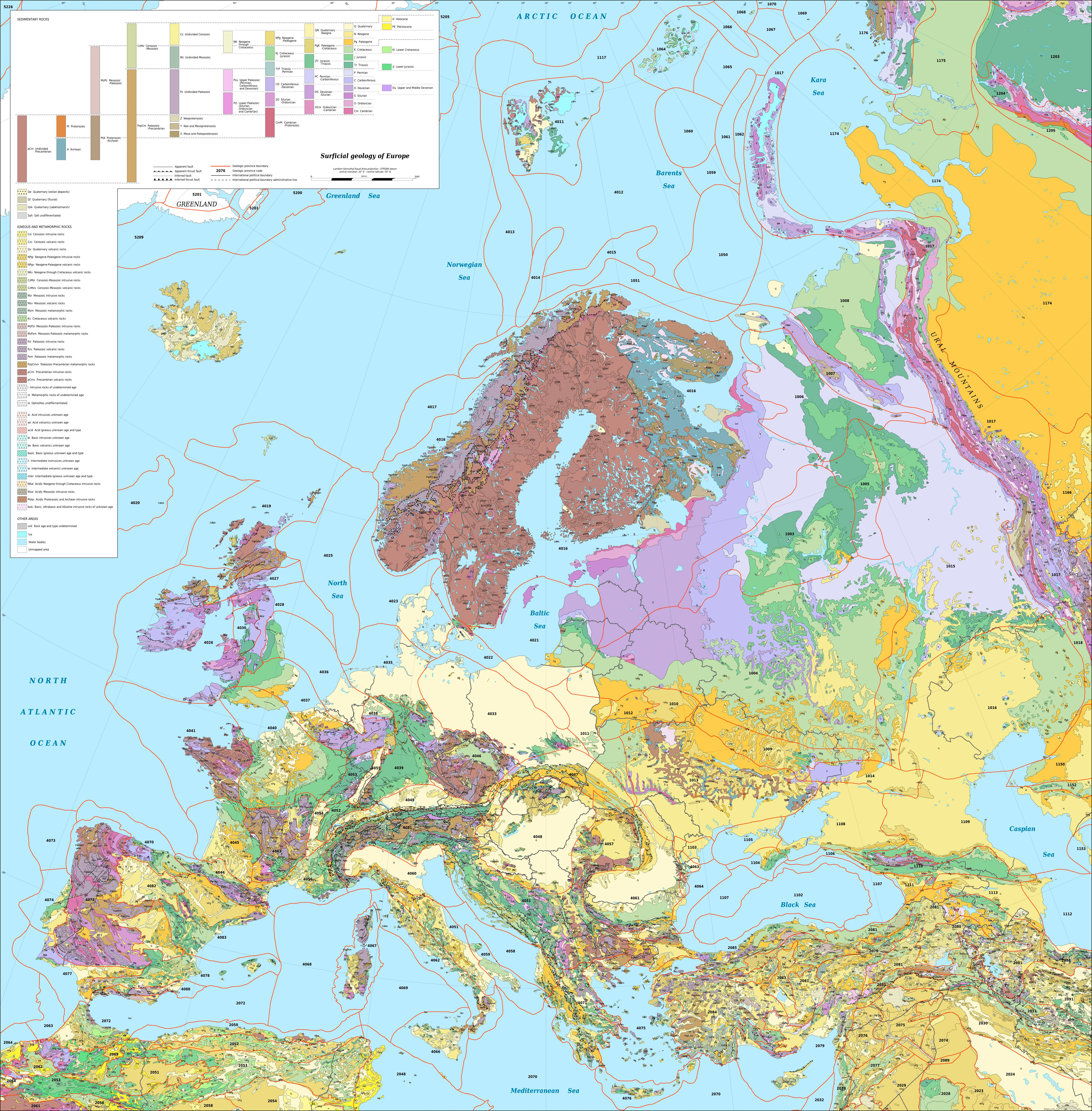
Carte géologique de l'Europe. Le bouclier russe se caractérise par son homogénéité géologique : de vastes affleurements de roches du Paléozoïque (violet), du Mésozoïque (vert) et du Cénozoïque (jaune).

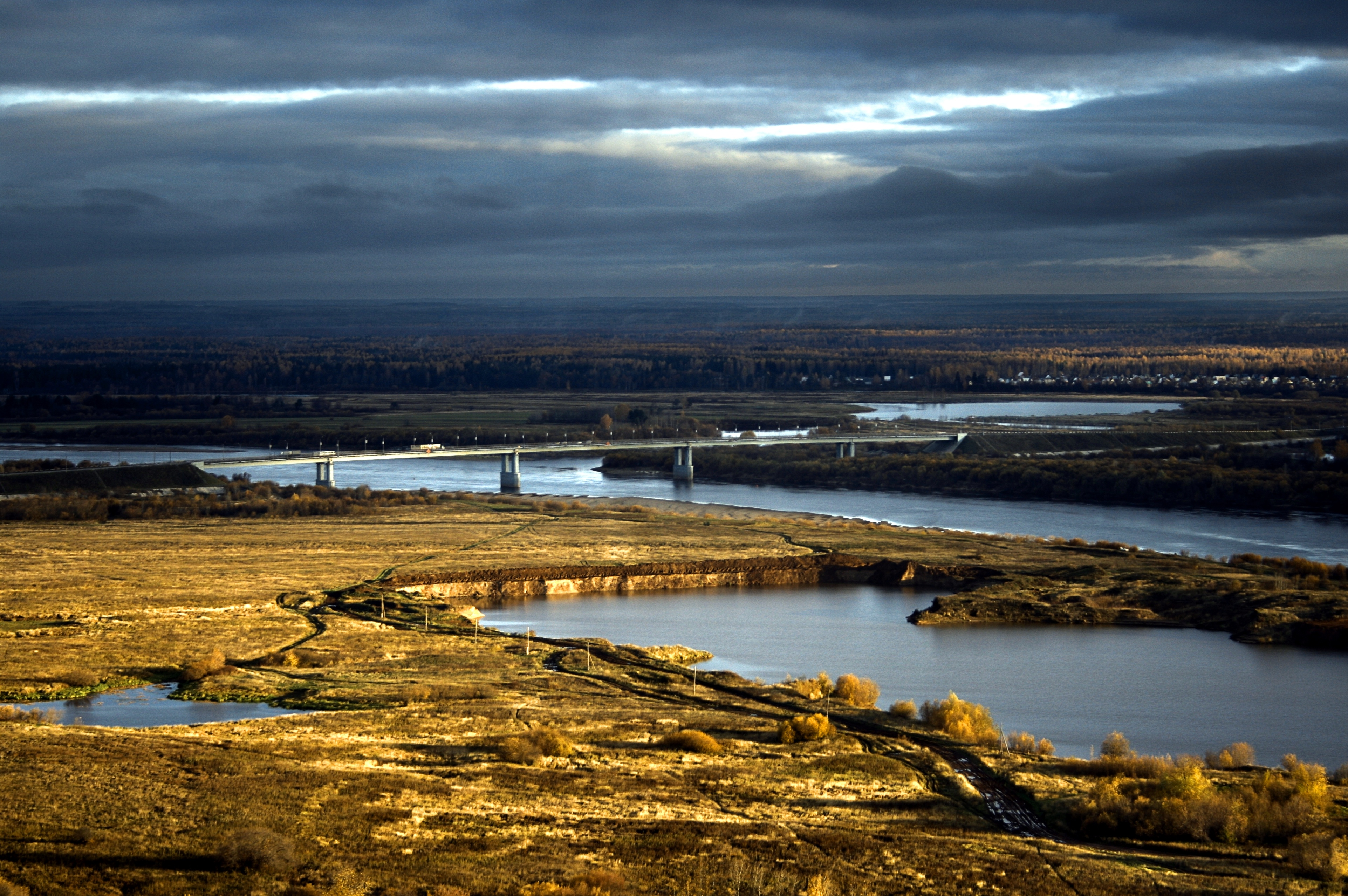
Paysage très érodé du bouclier russe, la dépression de la Viatkadans les environs de Kirov. Dans cette région, les sédiments du Permien prédominent.

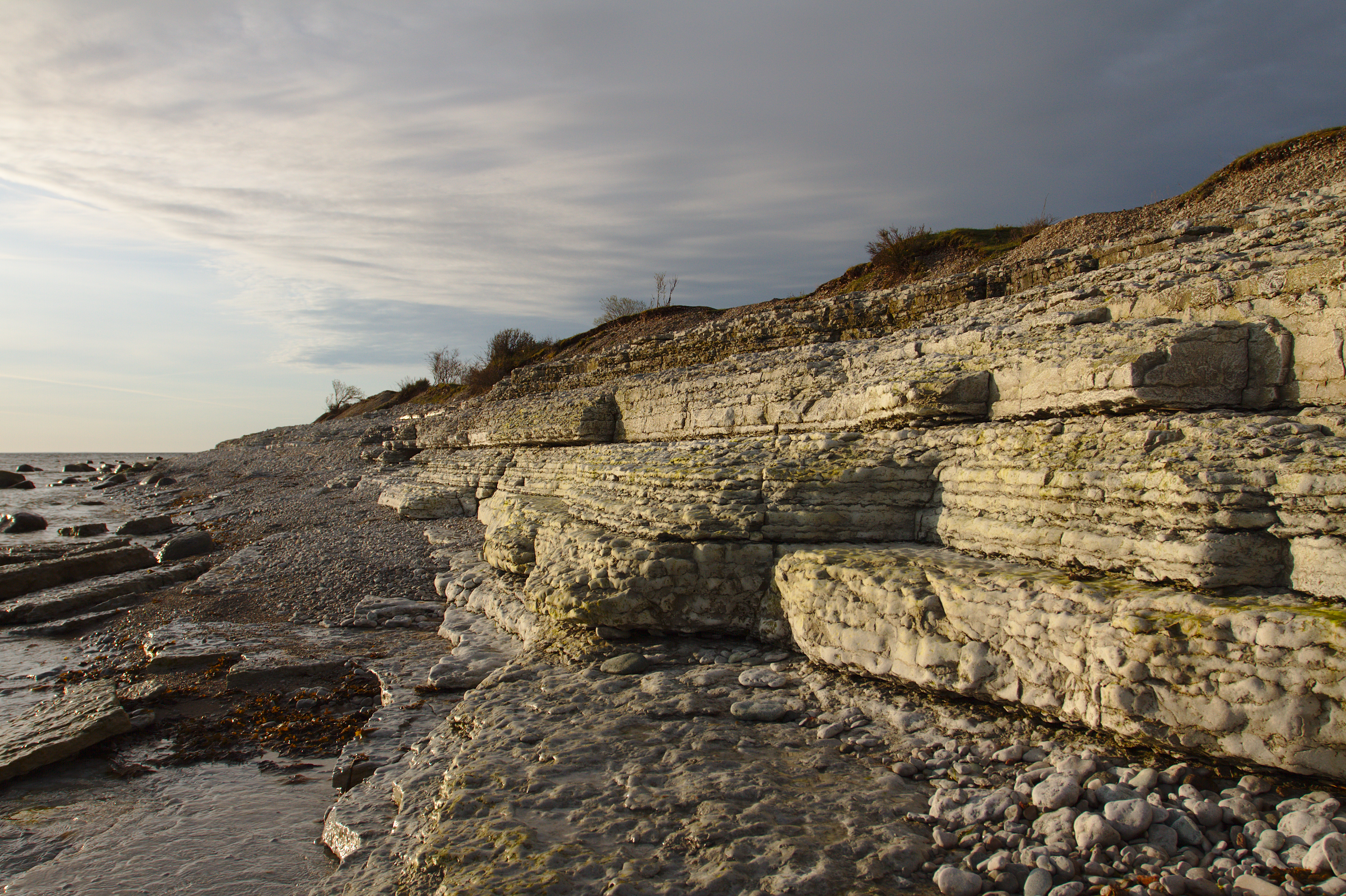
Côte étagée d'Osmussaar (Estonie) montrant des bancs calcaires marins de l'Ordovicien. Les sédiments anciens du reste de l'Europe ont été remaniés par plissement et metamorphisme.

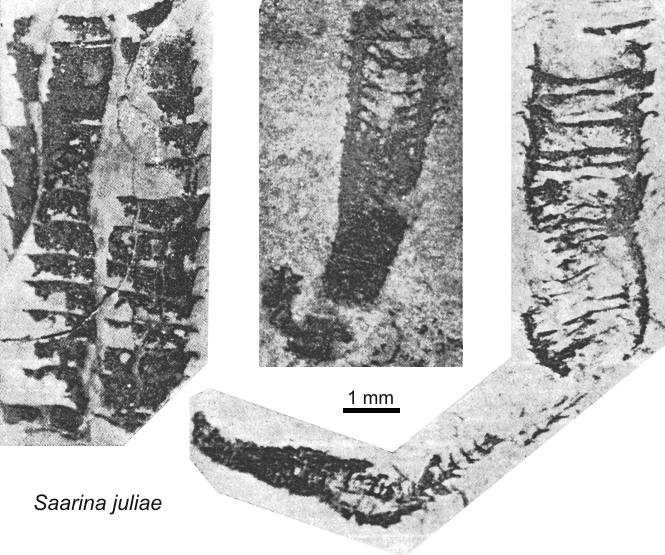
Saarina juliae, un fossile de phylogénie encore indéterminée, retrouvé dans les sédiments les plus anciens du bouclier russe, ceux de l'étage Vendien.

Le bouclier russe (ou craton Volga-Oural, ou encore plate-forme russe) désigne la moitié de Baltica (Fennosarmatie) recouverte par les sédiments du Phanérozoïque. Il forme le socle de la plus grande partie de l'Europe de l'est et ses limites géographiques coïncident avec celles de la Plaine d'Europe orientale.

## Géographie physique
Le bouclier russe s'étend du sud-est de la mer baltique (rive sud du Lac Ladoga et du lac Onega, et talus continental arctique), à la Mer Noire, au Caucase et à la Mer Caspienne ; d'est en ouest, il va de l'Oural à la vallée de la Vistule et aux Carpates. Contrairement à la plaine d'Europe orientale, il n'atteint cependant pas les Balkans ni l'est de la Fennoscandie. Il confine au sud-ouest au bouclier ukrainien, et au sud à la Paratéthys.
Le bouclier russe se caractérise par un relief plat, avec des vallonnements dépassant rarement 100 m d'amplitude. Les points culminants sont tous à moins de 200 m au-dessus du niveau de la mer, hormis le plateau le plus marqué, la Chaîne de Timan, au Nord-est avec plus de 450 m au-dessus du niveau de la mer. Ce n'est toutefois pas un dépôt sédimentaire, mais le vestige d'un plissement ancien. Pour le bouclier russe, il est de structure identique à l'Oural. La région comprise entre la Chaîne de Timan et le nord de l'Oural est appelé bassin de la Petchora. Les points les plus bas se trouvent dans les vastes dépressions, périodiquement inondées, creusées par de grands fleuves : les trois principaux sont la Volga, le Don et le Dniepr.

## Géologie
Au contraire du bouclier scandinave, où l'activité tectonique soutenue du socle cristallin du Précambrien a mis à nu en beaucoup d'endroits le relief primitif du craton d'Europe orientale, les roches cristallines du bouclier russe sont recouvertes de sédiments du phanérozoïque. Les couches de sédiments superficielles sont de plus en plus récentes du nord au sud, et de l'ouest à l'est. Contrairement à l'Europe centrale et occidentale, mais de façon analogue à la plate-forme d'Amérique du Nord, la géologie de surface de nombreuses régions du bouclier russe est uniforme sur des centaines de kilomètres.
L'épaisseur des dépôts sédimentaires est dictée par la morphologie, resp. la subsidence du socle cristallin. On y distingue les « synéclises », c'est-à-dire les dépressions étendues du socle, où l'épaisseur de la couverture sédimentaire est élevée (par ex. la synéclise balto-biélorusse et la synéclise de Moscou), des « antéclises », bombements (escarpements) du socle ou les couches de couverture sont d'épaisseur moindre (anticlinal de Voronej).
En raison de sa géologie peu affectée par les plissements des bassins sédimentaires, le bouclier russe est relativement pauvre en gisements métallifères, qui ne s'enrichissent en minerai qu'à la faveur du volcanisme et du métamorphisme. Ainsi, les bancs fossilifères du gisement de fer de Koursk (anticlinal de Voronej) sont en grande partie piégés dans le socle,. Dans les sédiments du socle, on ne trouve de bancs de minerais étendus que là où la subsidence du craton et donc les taux de sédimentation étaient relativement élevés et où l'épaisseur des dépôts sédimentaires est aujourd'hui relativement importante. Ainsi il y a des gisements de lignite dans la région de Vorkouta (bassin de la Petchora) et dans le Donbass, qui est le principal gisement de charbon de l'est de l'Ukraine et de la région russe frontalière. On trouve aussi des poches de pétrole et de gaz naturel dans les contreforts ouest de l'Oural („cis-Oural“ russ.: Приурал ‚Pri-Ural‘), surtout dans la région de Timan-Petchora, ainsi que dans la dépression caspienne. Le cis-Oural recèle d'importants gisements de sel gemme et de sel alcalin. Les sédiments cuprifères (« grès cuivreux ») du cis-Oural, par exemple ceux du district de Kargaly dans la région d'Orenbourg, n'ont, en revanche, plus qu'un intérêt historique.
Par contre, les sédiments profonds de la plate-forme russe recèlent d'innombrables gisements fossilifères. Parmi ceux-là, l'étage Vendien et l'étage du Cambrien ancien et leurs fossiles des premiers organismes pluricellulaires organisés (Métazoaires), les horizons du Silurien où l'on a découvert les plus vieux poissons osseux et des tétrapodomorphes (premiers amphibiens du genre Panderichthys et Eusthenopteron) du Dévonien au nord et à l'ouest du bouclier russe. De nombreux sites recèlent des fossiles d'amniotes du Permien et du Trias ancien plus au sud et à l'est, dont le plus vieil archosaurien connu, Archosaurus rossicus de l'étage haut-permien de Viazniki (synclinal de Moscou) ou du grand paréiasaure Scutosaurus karpinskii de l'étage haut-permien de la région de Kotlas (synclinal de Mesen). Les grès cuivreux du cis-Oural étaient réputés dès le milieu du XIXe siècle pour leur richesse en fossiles de tétrapodes du Permien.

## Source
- Franz Neubauer et Benedetto De Vivo, Bernhard Grasemann, Kurt Stywe (dir.), Geology, vol. IV., EOLSS Publishers, 2009 (ISBN 978-1-84826-457-1), « Geology of Europe. »